# 塔罗萨王国
塔罗萨王国（塔罗萨语：Regipäts Talossan）是一个私人国家。 
塔罗萨王国于1979年12月26日由一名14岁的美國密尔沃基少年罗伯特·本·麦迪逊（英語：Robert Ben Madison）在其母死后不久成立。当时王国仅限于他的卧室。当他发现“talossa”在芬兰语中意为“在屋子中”后便采纳其为国名。数年后，他的领土要求从自己幼年的卧室扩展到密尔沃基东边的大部分、Cézembre（法国岛屿）和大片南极洲土地（称为Pengöpäts，塔羅薩語意为企鹅国）。

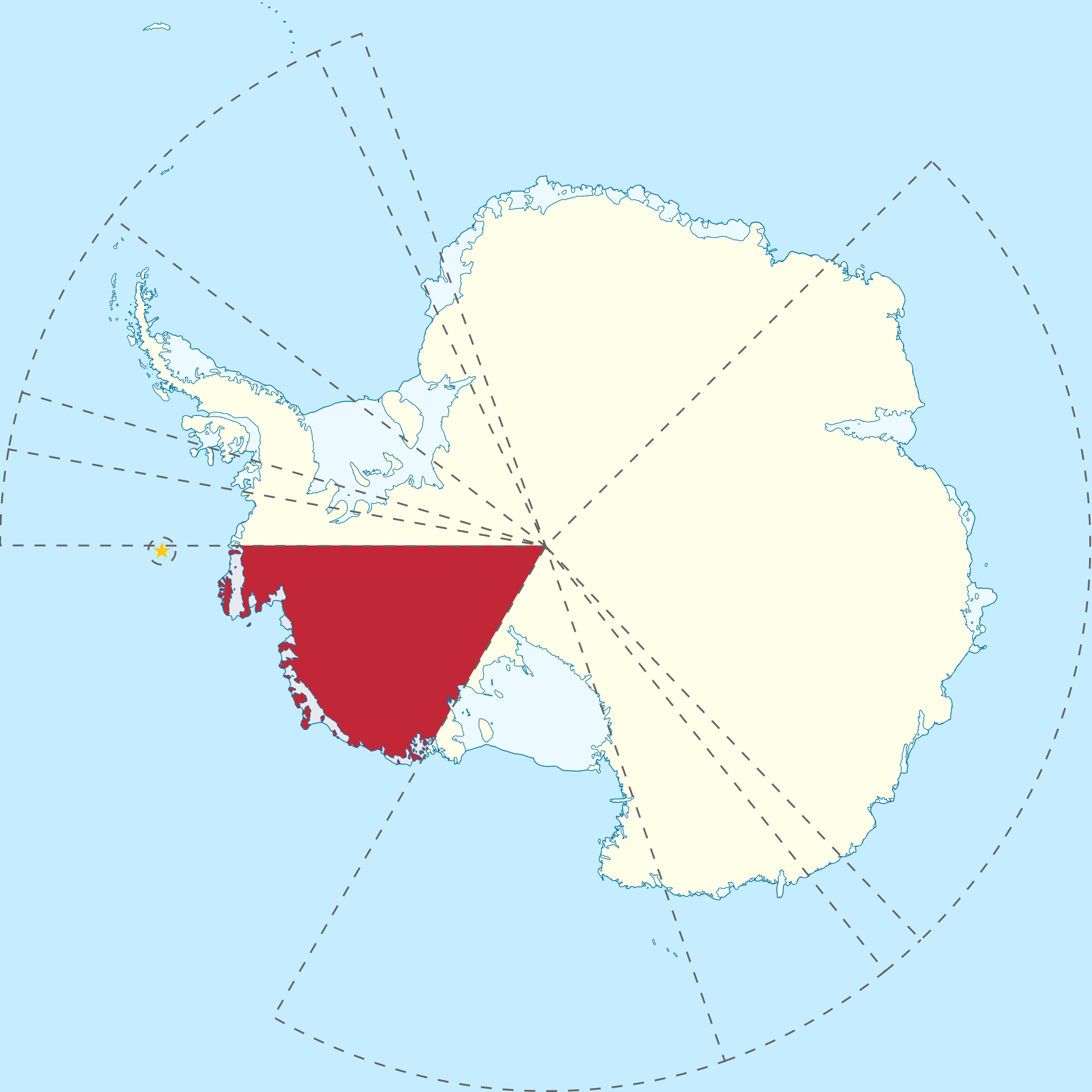
Pengöpäts（塔羅薩聲稱的南極領土）

「塔罗萨」也是黎巴嫩南部一个小村庄的名字，这个村名已存在数代人之久，据信上千年。

## 塔羅薩語
麥迪遜為了他的私人國家而發明了塔羅薩語（Talosan [tɐɫɔˈsan] 或 el glheþ Talossan [ɛɫ ʎeθ tɐɫɔˈsan]）。由於其擁有相當大量的詞彙，塔羅薩語可以說是最詳細的虛構語言之一。塔羅薩語協會(ATLO)還架設了一個網頁，為語言的初學者給予介紹、提供語言資料與研究，並有英語－塔羅薩語和塔羅薩語－英語的線上翻譯。ISO 639給定的名稱為"tzl".
塔羅薩語的監督機構是 Comità per l'Útzil del Glheþ （"語言使用委員會"，CÚG)，它定期發布Arestadas（法令，來描述和記錄語言語言使用的變化）和 Pienamaintschen（補充，以補充新的單字）。 CÚG並建立了一個多語言網站，提供委員會最近的建議。

## 參看
- 私人國家
- 人工語言